# 阿斯特賴亞

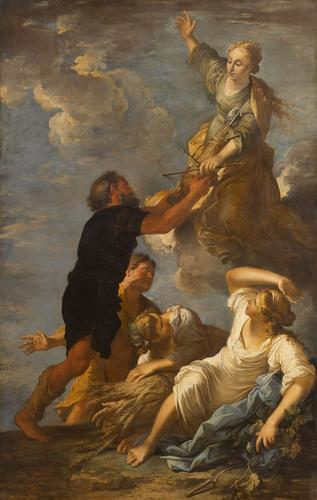
正義女神油畫，作者萨尔瓦多·罗萨

阿斯特賴亞（字面意思是“星辰少女”）希臘神話中的正義女神。後來她被與另一位正義女神狄刻相混同，並成為後者的別名。
阿斯特賴亞為宙斯與忒弥斯的女兒（有一說是宙斯與厄俄斯的女兒），是眾多時序女神的姐妹。她在黃金時代曾與人類共存於人世，但自白銀、青銅、黑鐵時代開始後，人類的道德逐漸敗壞，阿斯特賴亞遂返回天上，成為黄道星座中的室女座，而手持判斷善惡的天秤則成為天秤座。另外一種說法則認為變成室女座的女神是狄刻，但後來狄刻與阿斯特賴亞的形象被混合了。英国大詩人斯宾赛、約翰·德萊頓和華茲渥斯都曾在他們的作品中描寫過阿斯特賴亞。
小行星義神星的名字來自阿斯特賴亞。

## 资料来源
- 《世界神话辞典》，辽宁人民出版社，ISBN 7-205-00960-X

## 大眾文化
在手機遊戲Fate/Grand Order中附身在露維亞瑟琳塔‧艾蒂菲爾特身上，並且以Ruler職階登場，寶具是「裁決之時已至。宣告汝之名諱」。
小說及動漫作品《在地下城尋求邂逅是否搞錯了什麼》中,琉·璃昂的主神,被稱為「已不複存在於都市內的神」。